# Vilmnitz kyrka
Sankta Maria Magdalena kyrka i Vilmnitz är en kyrkobyggnad på ön Rügen. Det är en romansk/gotisk tegelkyrka i stadsdelen Vilmnitz i Putbus.

## Historia
Kyrkan nämndes första gången i ett dokument från den 17 maj 1249 där socken "Vylmenytze" tillhörde arvet från Borante de Borantenhagen och ska ha grundats av hans förfäder. Förmodligen kan kyrkan spåras tillbaka till Stoislav I, en bror till furste Jaromar I av Rügen, som levde omkring år 1200.
Från åtminstone 1350-talet fram till år 1860 användes Vilmnitz kyrka som familjekrypta för medlemmarna av ätten Putbus. Den sista att beggravas i familjekryptan var fuste Wilhelm Malte I (Putbus) hustru Luise von Lauterbach som begravdes tillsammans med sin make.

## Kyrkobyggnaden
Kyrkan byggdes på en kulle i utkanten av byn Vilmnitz. Den är tydligt indelad i tre delar: kyrktornet, långhuset och koret. Den äldsta delen av kyrkan är det östra koret med sakristian som fortfarande har tydliga tidiggotiska inslag, från före 1300-talets mitt. Travén är från mitten av 1400-talet och renoverades på 1500-talet, lite senare slutfördes även tornet. I långhuset är stöttorna förbundna med spetsiga bågar, vilket ger intrycket av olika ljusintensiteter.
Åtminstone fram till 1400-talet hörde även kapellet i Vilm, som då låg på grannön Vilm, till Vilmnitz församling.

## Inventarier

### Högaltaret
Enligt en inskription donerades altaret år 1603 av bröderna Erdmann, Ernst, Ludvig, Volkmar och Philip Putbus. Det är byggt av sandsten och basen består av en relief av den sista måltiden. På 1700-talet var konstruktionen med predella vanlig. Sidofigurerna står på konsoler, där den mellersta delen är bearbetad med marmor kolonner som ramar in det hela. Gruppen i den nedre delen är ovanlig. Den visar den sista måltiden. Den välvda öppningen av mittdelen är genombruten, i den visas Jesu korsfästelse enligt Johannesevangeliet. I stället för sidostyckena installerades konsoler med de fyra evangelisternas figurer. En relief visar det första mötet mellan Maria Magdalena och Jesus efter uppståndelsen.

### Putbus familjekrypta
I kyrkan under östra koret finns ätten Putbus familjekrypta. Där finns tjugoåtta kistor. Grundaren av staden Putbus, Wilhelm Malte I, och hans fru begravdes här. De var de sista människorna som begravdes där (1854 respektive 1860), eftersom mausoleet i Putbus park sedan 1867 varit begravningsplats för den furstliga ätten Putbus.
I kyrkan finns de rikt dekorerade sarkofagerna av Malte greve zu Putbus och hans fru Magdalena Juliana, gjorda av kalksten omkring år 1730. Franz Wilhelm Furste zu Putbus, (1927–2004) begravdes på kyrkogården. Hans gravplatta pryds av det furstliga vapnet.

### Predikstol
Predikstolen utförd i barockstil av Hans Broder är en sexkantig predikstol från år 1709. Tillsammans med biktstolen, som också gjordes av Broder, bildar den tillsammans en enhet. En figur av Moses fungerar som en predikstolsfot. Trappan till predikstolskorgen är rikt dekorerad med frukthängen och kerubhuvuden. I korgens fyra fält finns evangelisternas figurer. Talarstolen stöds av ett änglahuvud. Predikstolen kröns av en ängel med en vinge.

### Epitafier
De fyra epitaferna ligger i par på södra och norra väggarna. Dessa är gravarna till:
- Ludvig, herre av Putbus  (död 1594)
- Anna Maria, grevinna von Hohenstein, (död 1595)
- Erdmann, herre av Putbus, (död 1622)
- Sabine Hedvig, grevinna von Eberstein, (död 1631)

Epitafernas struktur är liknande, olika reliefliknande representationer påminner om de avlidna.

### Orgel
Kyrkan hade troligen en orgel före 1640 men dess tillverkare är okänd. Denna orgel var dock knappast spelbar vid mitten av 1800-talet, och 1863 ersattes av den nuvarande orgeln. Denna orgel på västra läktaren byggdes av Stralsunds orgelbyggare Friedrich Albert Mehmel. Den byggdes 1866 och restaurerades 1996.

## Galleri

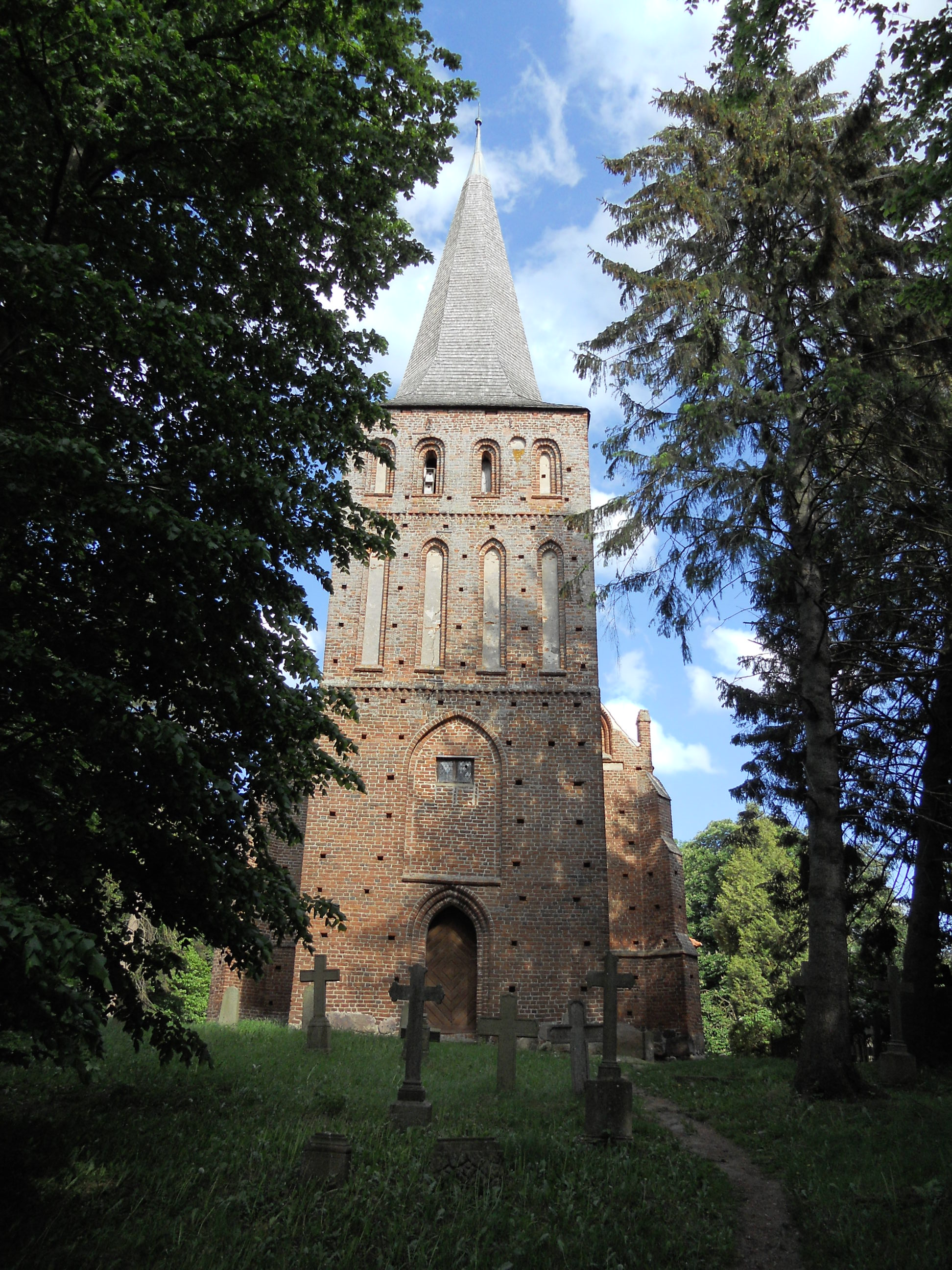
Sankta Maria Magdalena kyrka i Vilmnitz.
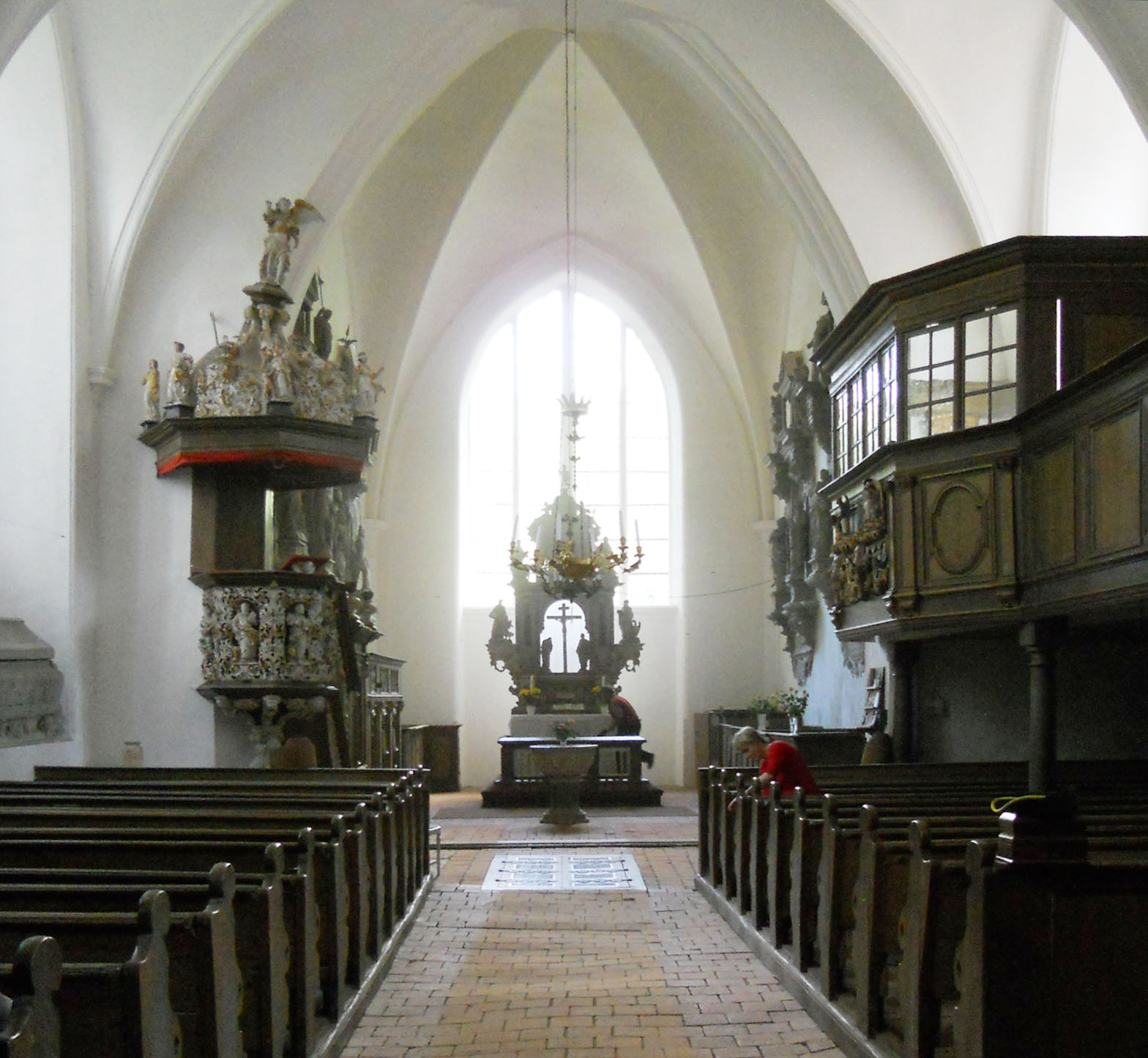
Långhuset med utsikt över altaret.
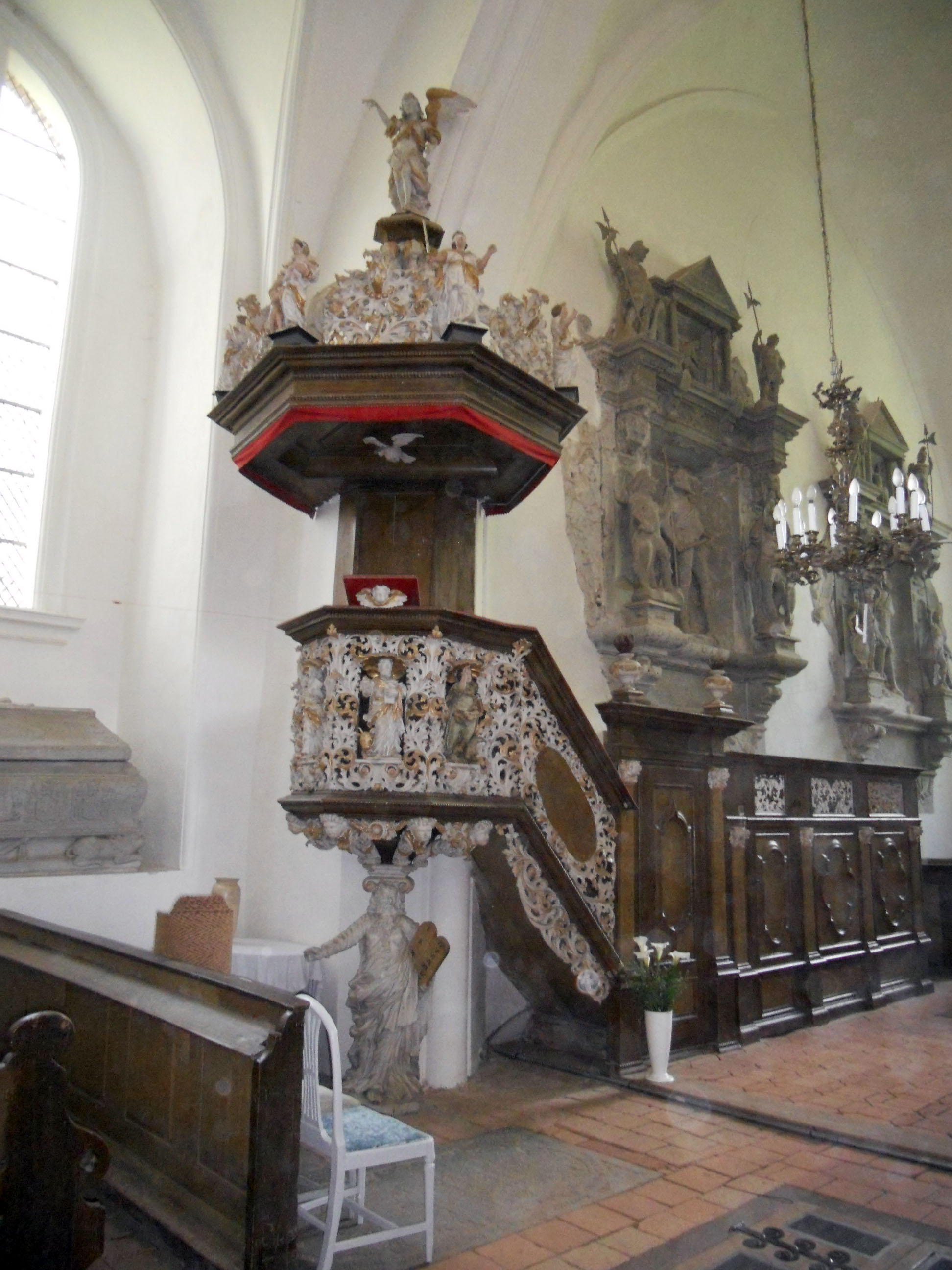
Barock Predikstolen utförd av Hans Broder.
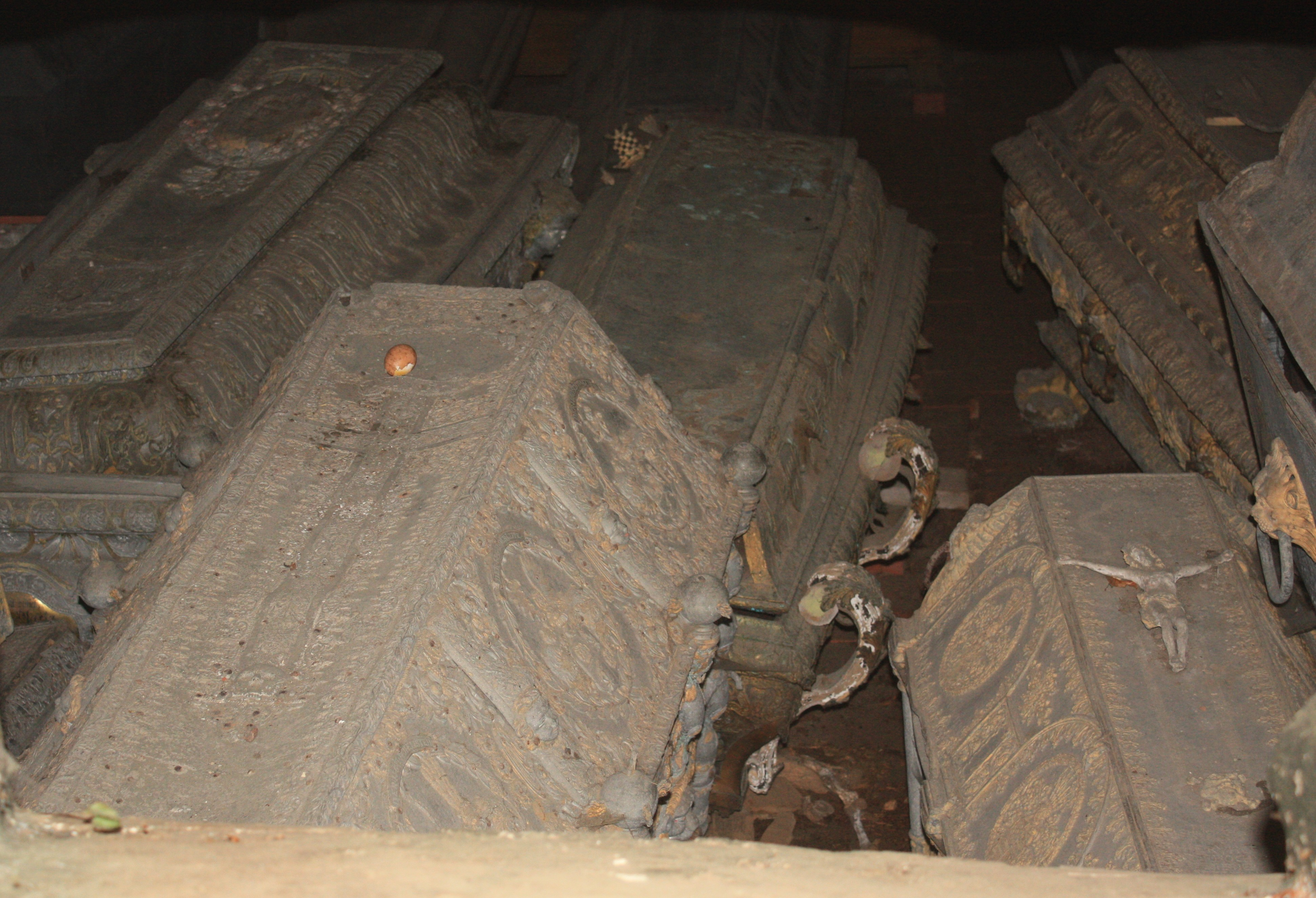
Inblick i Putbus familjekrypta genom en öppning i kyrkans yttervägg.
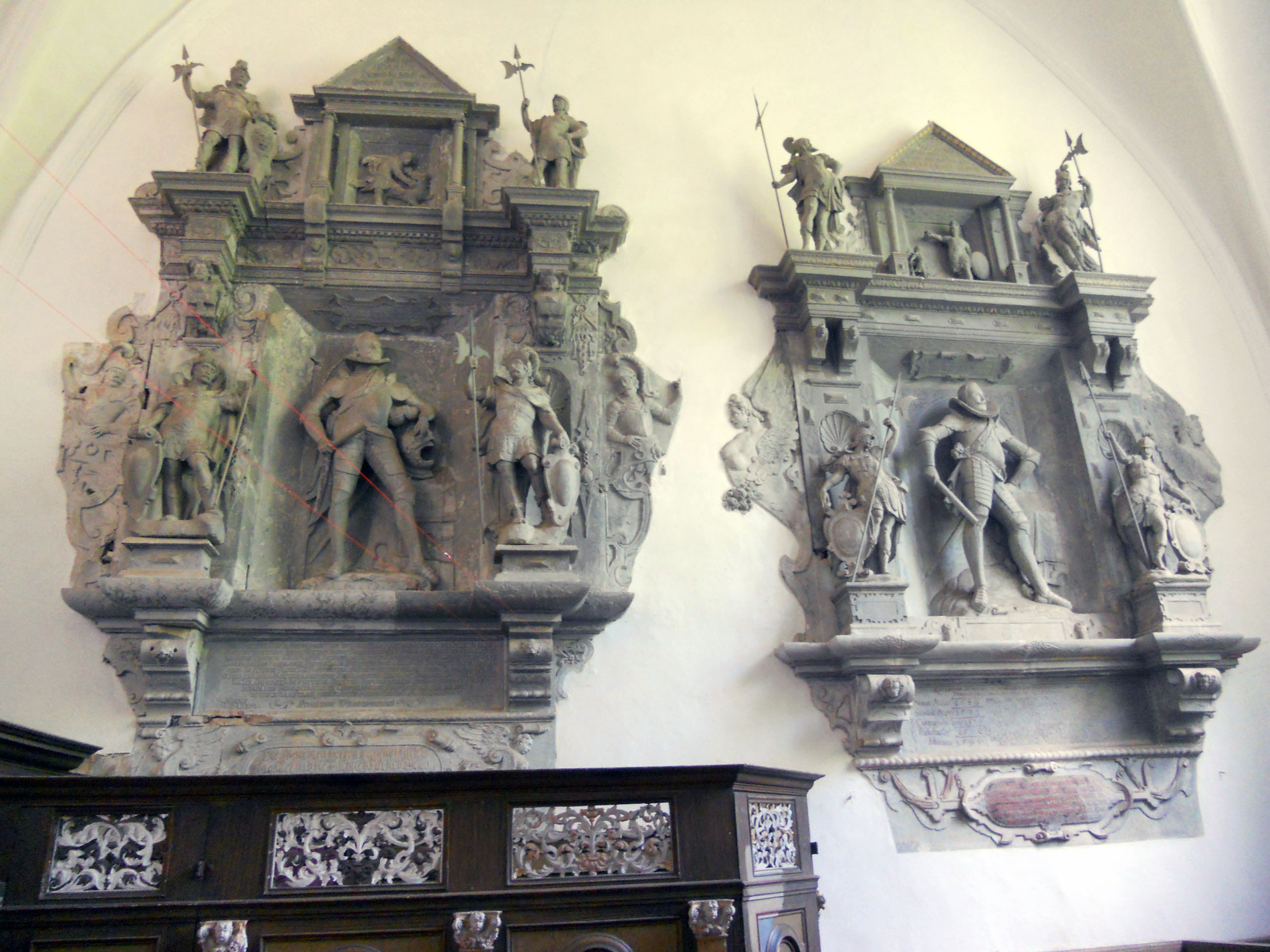
Epitafier på den västra väggen.